# 関根義彦
関根 義彦（せきね よしひこ、1952年4月 - ）は、海洋物理学者。三重大学生物資源学部教授。共生環境学専攻。
専門は海洋気候学。

## 来歴
埼玉県立熊谷高等学校をへて、1975年 東北大学理学部卒業。1982年 東北大学大学院理学研究科博士課程修了。1981年 4月 日本学術振興会奨励研究員。
1983年 7月 防衛大学校地学科講師。1987年 4月 防衛大学校地学科助教授。
1988年10月 三重大学生物資源学部助教授。1990年 4月 三重大学生物資源学部教授。

## 著書
- 『海洋物理学概論』 成山堂書店、2003年